# Khem Raj Gurung
Khem Raj Gurung (खेमराज गुरुङ; Khandbari, 14 gennaio 1975 – Chabahil, 25 agosto 2016) è stato un cantante nepalese.
Con un repertorio di canti popolari a tematica morale, spesso rivisitati in chiave contemporanea, è considerato uno dei migliori cantanti nepalesi degli anni novanta e duemila. È morto il 25 agosto 2016 a seguito di una grave infezione al fegato.

## Biografia
Nato il 14 gennaio 1975, in pieno periodo Panchayat, a Khandbari, Gurung completò un primo corso di studi presso la Himalaya Secondary School.
Militò in maniera informale nel Partito Comunista Marxista-Leninista del Nepal nel ruolo personale di artista, suonando durante i congressi e le azioni del partito.
Finito il Panchayat i partiti furono riabilitati e poterono riprendere legalmente le attività; ciononostante scoppiarono degli scontri, alle volte violenti, tra il Partito Comunista Marxista-Leninista e il Partito del Congresso Nepalese. In uno di questi scontri perse la vita un membro dela Partito del Congresso e Gurung, individuato come corresponsabile del decesso, venne condannato a dieci anni di carcere. Venne assolto dopo averne scontati quattro.
Una volta uscito dal carcere, Gurung iniziò il proprio percorso di studi universitario a Kathmandu, presso l'Università Tribhuvan, e conseguì finalmente il Bachelor of Music.
Divenne membro del neonato Partito Comunista Marxista-Leninista Unificato del Nepal, in modo ufficiale e legale.
Iniziò ufficialmente la propria carriera nel 1997 con l'album Jiwan, il cui successore Jiwan 2 fu pubblicato un decennio dopo: il primo album riscontrò scarso successo, il secondo proseguì la sua tendenza di creare pezzi di immenso successo in patria.
Nel 2000 pubblicò l'album Anmol, il primo dei due distribuiti globalmente in forma digitale; il secondo, Dharan Pokara, giunse nel 2004.
Tra il 2004 e il 2016 ha pubblicato altri tre album: Solti, Aalutama e Shakre ra Ghumfir.
Un probabile abuso di alcolici ha causato un'infezione e poi la morte di Gurung, già sofferente per patologie pregresse al fegato, il 25 Agosto 2016.
Il suo funerale è avvenuto il 28 agosto 2016 con rito buddhista.

## Discografia
- Jiwan (1997)
- Anmol (2000)
- Dharan Pokara (2004)
- Jiwan 2 (2008)